# Саласпілський меморіал

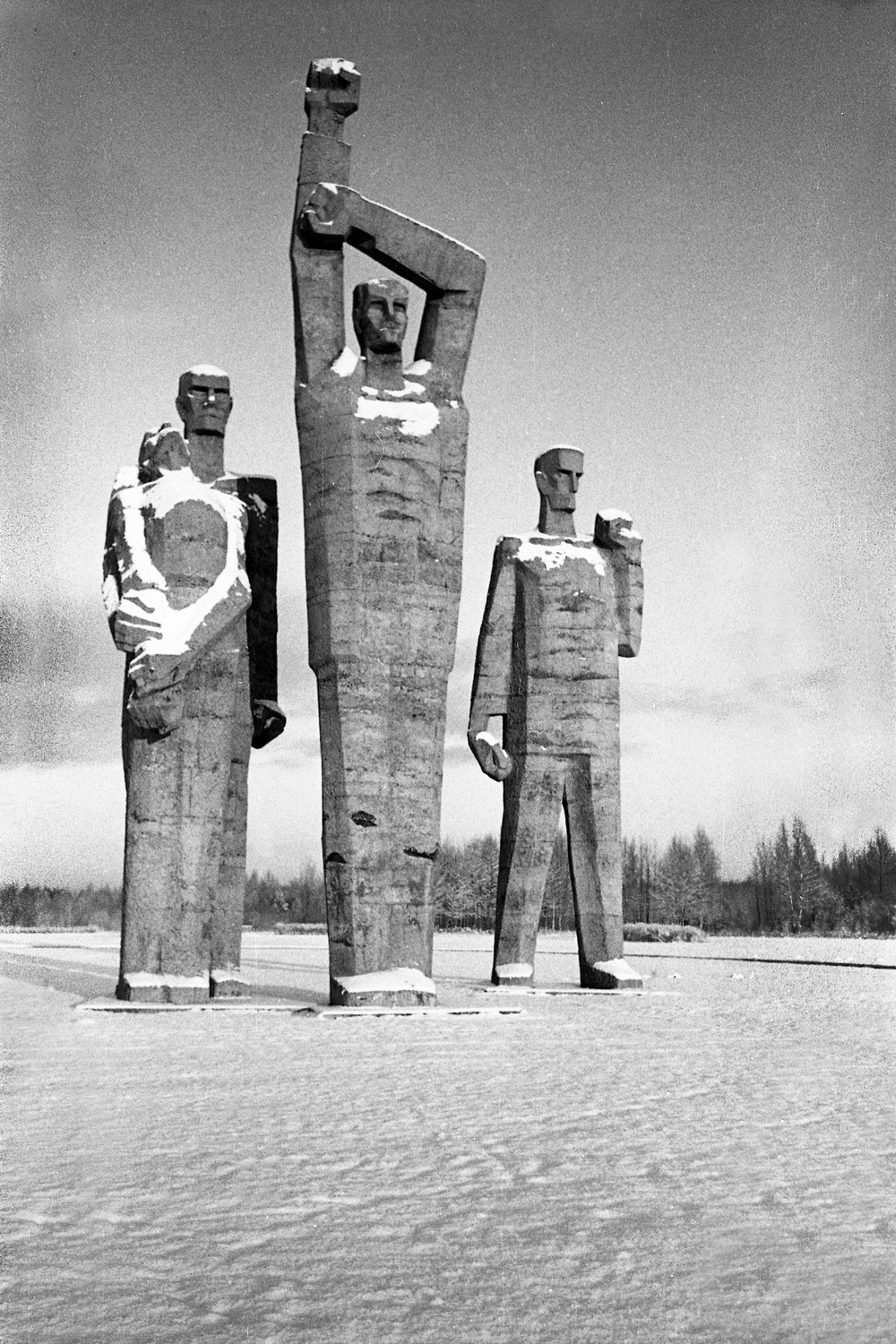
Саласпілський меморіал

Саласпілський меморіал (латис. Salaspils memoriāls) ― меморіал у Саласпілському муніципалітеті. Він був відкритий у 1967 році на місці колишнього Саласпілського концентраційного табору (1941―1944) і займає загальну площу 25 га. Меморіал включено до латвійського культурного канону. Меморіалом опікується Даугавський музей Саласпілського муніципалітету.
Архітектори: Гунарс Асаріс, Іварс Страутманіс, Ольгертс Остенбергс, Олег Закаменний.
Скульптори: Олег Скараініс, Левс Буковскіс, Яніс Заріньш.